# Джиммі Маккреклін
Джи́ммі Маккре́клін (англ. Jimmy McCracklin), справжнє ім'я Джеймс Де́від Во́кер (англ. James David Walker; 13 серпня 1921, Елен, Арканзас — 20 грудня 2012, Сан-Пабло, Каліфорнія) — американський ритм-енд-блюзовий і блюзовий співак, піаніст і автор пісень, представник блюзу Західного узбережжя.

## Біографія
Народився 13 серпня 1921 року в Елені, штат Арканзас, виріс в Сент-Луїсі та Індіанаполісі, а впродовж декількох років займався боксом. Грати на фортепіано його надихнув Волтер Девіс (батько Джиммі познайомив його з піаністом-ветераном). Після проходження служби у Військово-морських силах США в роки Другої світової війни, переїхав на Західне узбережжя, де оселився в Окленді, Каліфорнія і зробив свої перші записи на невеликих незалежних лейблах Globe, Trilon і Cava-Tone. Його першою піснею стала «Miss Mattie Left Me», яка була випущена у 1945 році. Він також розпочав довготривале партнерство із підприємцем і власником лейблу Бобом Геддінсом.
Записувався на невеликих лейблах в Лос-Анджелесі і Окленді, перед тим як став працювати на лейблі Modern у 1949—1950 роках, потім наступного року на Swing Time, і на Peacock у 1952—1954 роках. На початку кар'єри з Маккрекліном грав гітарист Роберт Келтон, однак у 1951 році його замінив Лафаєтт Томас, приєднавшись до гурту Маккрекліна Blues Blasters, в якому залишався до початку 1960-х. У 1954 році піаніст повернувся на лейбл Modern, що належав братам Бігорі, де створив власне звучання із використанням саксофонів. Починаючи із сесій 1955 року Маккреклін став час від часу на записах грати на губній гармоніці.
У 1956 році серія сесій звукозапису для продюсера лейблу Irma Боба Геддінса (більшість з яких була видана на Imperial) передувала довгоочікуваному хіту для Маккрекліна. Пісня «The Walk», яка вийшла у 1957 році на лейблі Checker Records (дочірньому Chess); у лютому 1958 року вона посіла 5-е місце в R&B Singles та 7-е в Hot 100 чартах журналу «Billboard». Також його популярність зросла, коли він виступив з «The Walk» на телепередачі «American Bandstand» Діка Кларка.
Маккреклін залишив Chess, записавши ще декілька синглів, і перейшов на Mercury (де він записав у 1959 році «Georgia Slop», яку потім перезаписав Біг Ел Даунінг) перед тим, як повернувся до хіт-параду із синглом «Just Got to Know» у 1961 році, випущеному на Art-Tone Records. За ним послідувала пісня «Shame, Shame, Shame», яка також мала великий успіх наступного року. Ці записи були перевилані на Imperial, де вийшли його хіти «Every Night, Every Day» 1965 року (яку потім перезаписав Меджик Сем) та «Think» і «My Answer» у 1966 році.
Маккреклін був відомий також як і автор пісень. Він написав пісню «Tramp» для гітариста Лоуелла Фулсона, яка для нього стала великим хітом у 1967 році, яку через декілька місяців перезаписав дует артистів лейблу Stax Отіс Реддінг та Карла Томас. Записав декілька платівок на лейблі Imperial, навіть зробив кавер-версію «These Boots Are Made for Walkin'» у 1966 році. 
З кінця 1960-х записувався на лейблі Minit. З 1971 року працював на Stax, JSP (випускались студією Lunar Records), і на лейблі Леона Гейвуда Evejim (1988), а також виспускав сингли на власних лейблах Voice і Oak City, після чого приєднався до лейблу Bullseye Blues, який випустив два його альбоми (1990 і 1994). У 2008 році був включений до Зали слави блюзу.
Його дружина, Бейла, з якою він був одружений 52 роки, померла у 2008 році. У нього залищилась донька Лінетт-Сьюзен. Помер 20 грудня 2012 року в Сан-Пабло, Каліфорнія у віці 91 року після тривалої хвороби.

## Дискографія

### Альбоми
- Twist (Crown, 1961)
- Jimmy McCracklin Sings (Chess, 1962)
- I Just Gotta Know (Imperial, 1963)
- My Rockin' Soul (United, 1963)
- Every Night, Every Day (Imperial, 1965)
- Think (Imperial, 1965)
- New Soul of Jimmy McCracklin (Imperial, 1966)
- My Answer (Imperial, 1966)
- Let's Get Together (Minit, 1968)
- The Stinger Man (Minit, 1969)
- Yesterday Is Gone (Stax, 1972)

### Сингли
- «That Ain't Right»/«Gonna Tell Your Mother» (Modern, 1955)
- «The Walk»/«I'm to Blame» (Checker, 1957)
- «Get Tough»/«Everybody Rock» (Checker, 1958)
- «The Drag»/«Just Got to Know» (Art-Tone, 1961)
- «Shame, Shame, Shame»/«I'm the One» (Art-Tone, 1962)
- «I'm Gonna Tell Your Mother»/«I Got Eyes For You» (Kent, 1962)
- «Think»/«Steppin' Up In Class» (Imperial, 1965)
- «Beulah»/«My Answer» (Imperial, 1965)
- «Every Night, Every Day»/«Can't Raise Me» (Imperial, 1965)
- «Come On Home (Back Where You Belong)»/«Something That Belongs to Me» (Imperial, 1966)
- «Dog» (ч. I)/«Dog» (ч. II) (Minit, 1967)